# Хёна
Ким Хёна (кор. 김현아, кит. 金泫雅; род. 6 июня 1992 года, более известная как Хёна (стилизуется как ХёнА)) ― южнокорейская певица, автор песен, рэперша и модель.
Дебютировав в феврале 2007 года в гёрл-группе Wonder Girls под руководством JYP Entertainment, спустя несколько месяцев она покинула коллектив по состоянию здоровья. В 2008 году присоединилась к новому на тот момент агентству Cube Entertainment, которое основал Хон Сын Сон, партнёр генерального директора JYP, и в 2009 году дебютировала в гёрл-группе 4Minute. В 2010 году выпустила дебютный сольный сингл «Change», и настоящий успех не только в Корее, но и по всему миру пришёл к ней год спустя с выходом первого мини-альбома Bubble Pop! и одноимённого сингла. В последующие годы Хёне удалось построить успешную сольную карьеру, она также была участницей дуэта Trouble Maker и трио Triple H.
В октябре 2018 года Хёна покинула Cube Entertainment после многочисленных внутренних разногласий с руководством агентства, и уже в январе 2019 года подписала контракт с агентством PSY ― P Nation. Сингл «Flowewr Shower», выпущенный в ноябре того же года, достиг топ-10 мирового песенного чарта Billboard, став седьмым в карьере Хёны с данным показателем. Под руководством P Nation она выпустила два мини-альбома: I’m Not Cool (2021) и Nabillera (2022). В августе 2022 года Хёна покинула агентство.
В ноябре 2023 года Хёна заключила эксклюзивный контракт с агентством At Area, и в мае 2024 года выпустила мини-альбом Attitude.

## Ранняя жизнь и образование
Хёна родилась 6 июня 1992 года в Сеуле, Республика Корея. Посещала среднюю школу Чонама и старшую школу музыки и искусства. Закончила университет Конкук.

## Карьера

### 2006−08: Начало карьеры в Wonder Girls
В 2006 году, когда Хёне было 14 лет, она была объявлена участницей новой женской группы Wonder Girls под управлением JYP Entertainment, заняв позицию главного рэпера. Дебют состоялся в феврале 2007 года с синглом «Irony». Хёна принимала участие в реалити-шоу MTV Wonder Girls в течение двух сезонов, а также была одной из ведущих Music Core с Сохи и Брайаном Чжу с 12 мая по 30 июня того же года. В конце июля стало известно, что родители настояли на её уходе из коллектива из-за проблем со здоровьем.
В 2008 году Хёна подписала контракт с Cube Entertainment. 15 июня 2009 года состоялся дебют Хёны в группе 4minute.

### 2009−10: 4Minute и сольные начинания

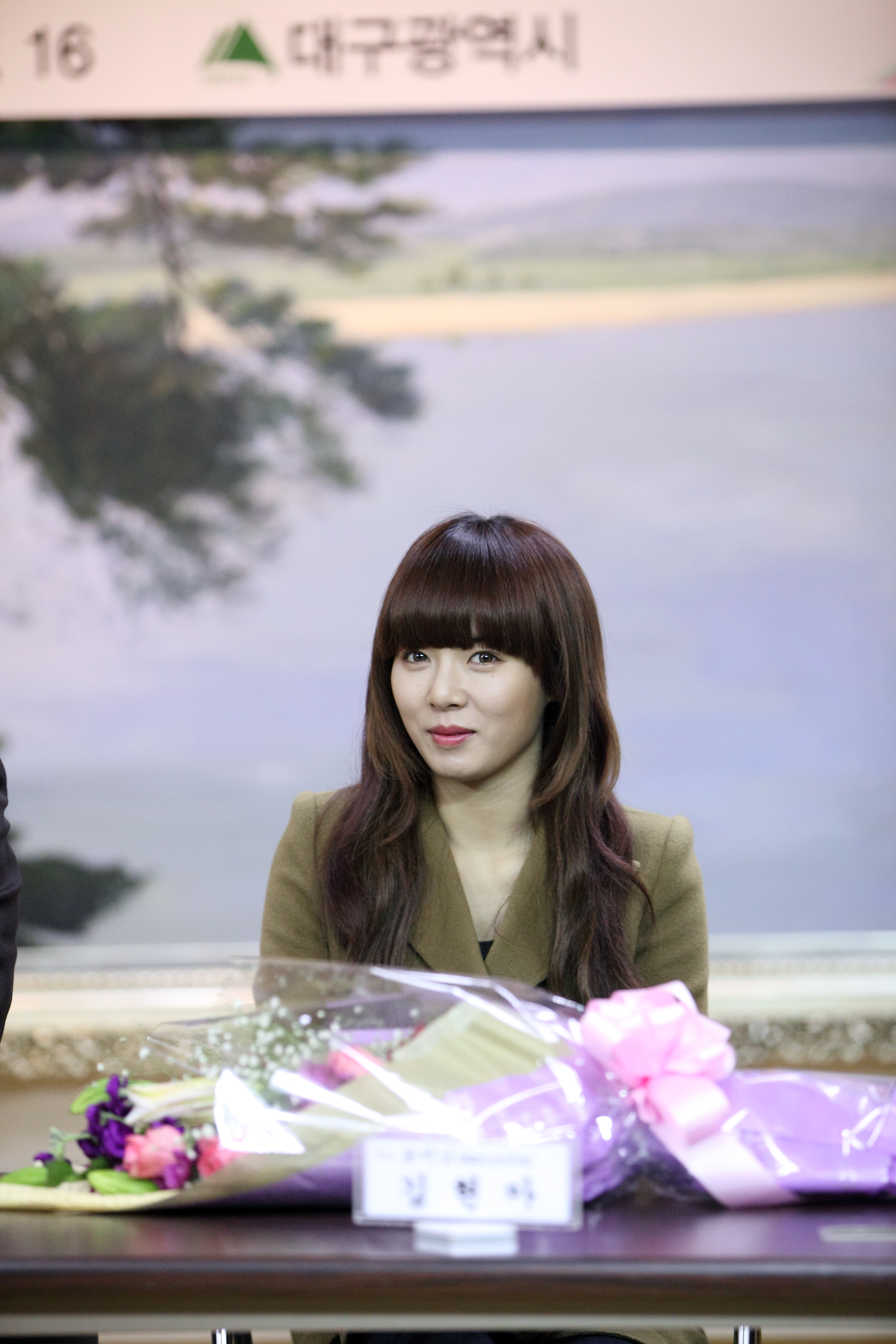
Хёна на фанмитинге, 2010 год

4 апреля 2009 года состоялся выход дебютного альбома Ли Гигвана First Episode: A New Hero, в котором Хёна приняла участие в записи песни «2009». 13 августа была выпущена песня Нави «Wasteful Tears», где Хёна также приняла участие. Снималась в видеоклипе дуэта Mighty Mouth «Love Class» с Юи из After School. Участвовала в песне Brave Brothers «Bittersweet». Являлась частью «Dream Team Girl Group» для промоушена новой модели телефонов Samsung вместе с Сынён из Kara, Юи из After School и Гаин из Brown Eyed Girls. 6 октября был выпущен их первый цифровой сингл «Tomorrow», а в клипе снялся известный актёр Ли Дон Гон. Хёна также снималась в реалити-шоу «Непобедимая молодёжь», однако покинула проект 11 июня 2010 года из-за конфликтов в расписании заграничной деятельности группы.
4 января 2010 года был выпущен первый сольный сингл «Change», который показал хорошие результаты в различных музыкальных чартах; промоушен состоялся на музыкальных шоу. В годовом сингловом чарте Gaon песня заняла 14 место, цифровые продажи составили 2 469 354 копии. 14 января видеоклип получил рейтинг 19+ от Министерства по вопросам гендерного равенства и семей за не предназначенность для просмотра несовершеннолетним. Cube Entertainment заявило, что видео будет отредактировано и отправлено на утверждение. SBS присвоил версии рейтинг 15+, а MBC заявил, что оставит клип доступным для просмотра любой аудитории. Промоушен завершился в марте. 10 февраля был выпущен цифровой сингл «Love Parade» при участии Юнхвы из T-max. 16 апреля был выпущен ещё один сингл «Outlaw in the Wild (황야의 무법자)» при участии Нассана. Хёна также снялась в эпизодической роли в триллере «Полночь FM» с одногруппницей Джихён. 10 ноября состоялась премьера песни «Say You Love Me», записанной с G.NA.

### 2011−12:Bubble Pop, Trouble Maker иMelting

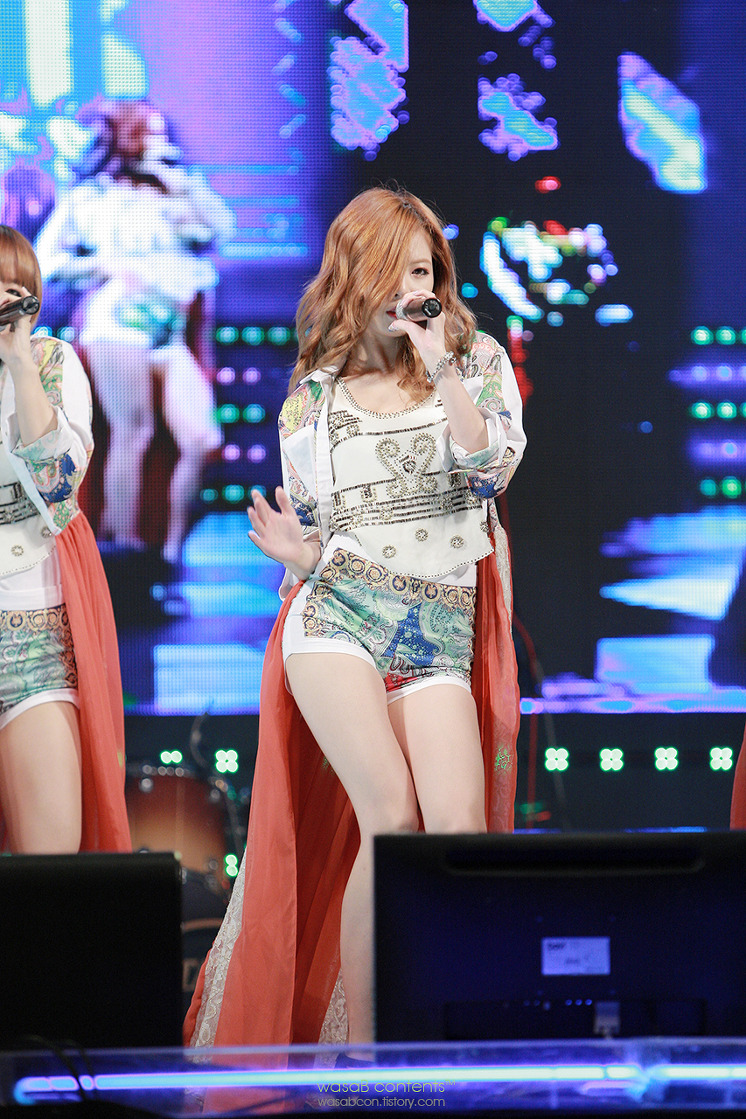
Хёна на выступлении с 4minute, сентябрь 2012 года

5 июля 2011 года состоялся релиз дебютного мини-альбома Bubble Pop!. В августе показ видеоклипа на одноимённый сингл был запрещён на ТВ, так как содержал пикантный контент. 28 сентября Хёна попала в список «21 до 21» известного американского издания Billboard наряду с такими мировыми знаменитостями, как Джастин Бибер, Селена Гомес и Майли Сайрус. 24 ноября Cube Entertainment объявили о создании юнита Trouble Maker вместе с участником группы BEAST Хёнсыном. Одноимённый мини-альбом был выпущен 1 декабря. Песня «Bubble Pop» заняла девятое место в списке «20 лучших песен 2011 года» от издания Spin.
12 февраля 2012 года было анонсировано участие Хёны и певицы G.NA во втором сезоне телешоу «Рождение семьи». Премьера первого эпизода состоялась 3 марта. 14 марта было объявлено о запуске бренда Hyuna x SPICYCOLOR. Девушка также приняла участие в видеоклипе на известный хит «Gangnam Style». В августе была выпущена специальная версия «Oppa Is Just My Style».
21 октября состоялся релиз второго мини-альбома Melting с главным синглом «Ice Cream». Песня была спродюсирована Brave Brothers, и это ознаменовало первое сотрудничество продюсера и Хёны в качестве сольной исполнительницы. 22 октября был выпущен клип на «Ice Cream», и в нём принял участие Psy. За четыре дня отметка просмотров достигла более 10 миллионов, и на тот момент это видео стало единственным корейским клипом, набравшим данное количество просмотров за такой срок. В альбоме Хёна стала автором текста и композитором для композиций «Very Hot» и «To My Boyfriend». «Very Hot» была забанена KBS и MBC. Она также была частью супергруппы «Dazzling Red» с Хёлин (Sistar), Хёсон (Secret), Наной (After School) и Николь (Kara). 27 декабря они выпустили благотворительный сингл «This Person». 28 декабря певица Эру выпустила сингл «Don’t Hurt», в котором Хёна также приняла участие.

### 2013−15:Chemistry,A TalkиA+

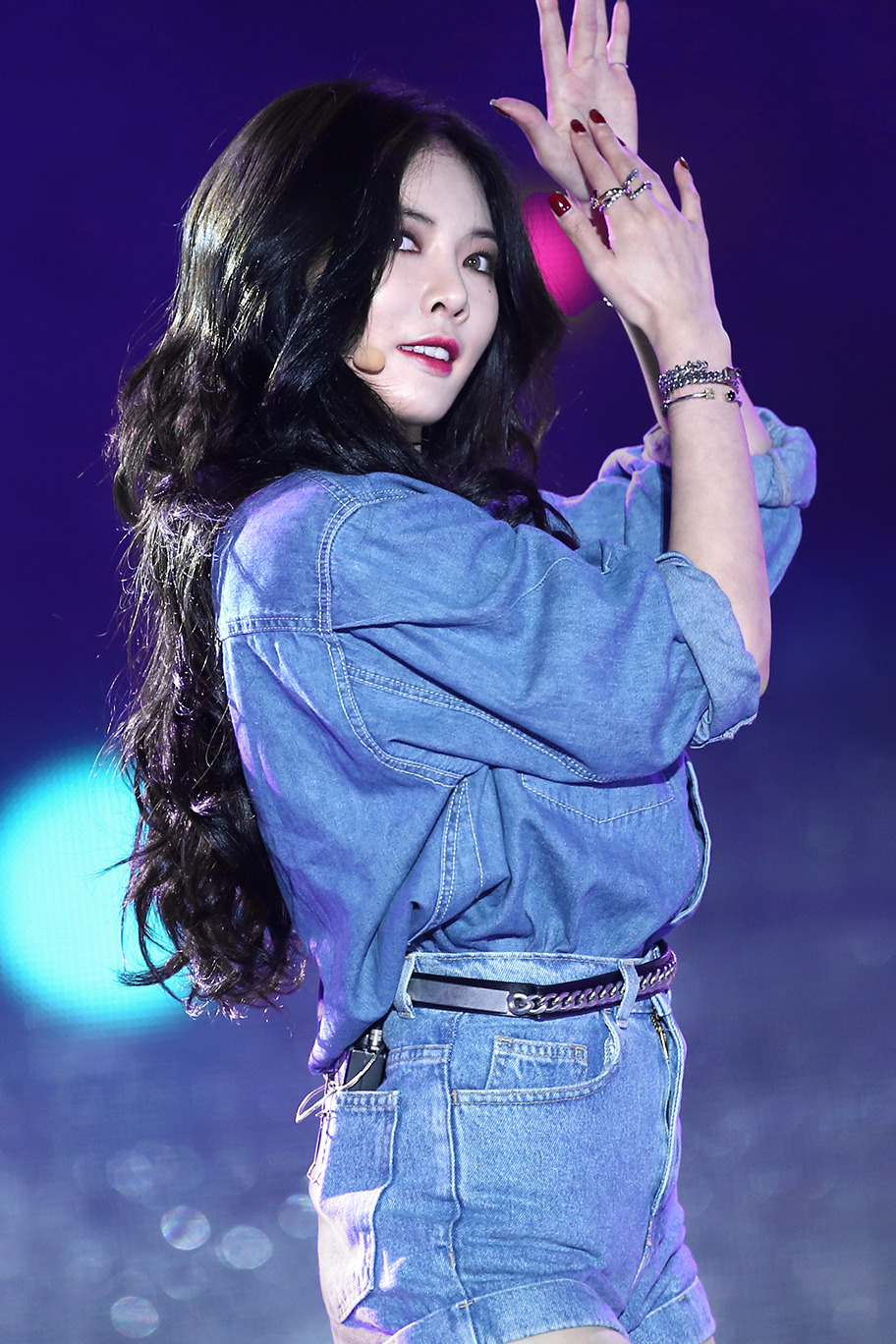
Хёна на Hallyu Dream Concert, сентябрь 2014 года

18 февраля 2013 года стало известно, что Хёна была выбрана моделью популярного бренда G by Guess.После чего у неё началась зависимость от алкоголя, и она прошла долгий курс реабилитации, после чего в феврале её увидели в клубе, с несовершеннолетним парнем. В марте она стала моделью для 2013 Toyota Corolla. Был выпущен короткий видеоролик «Corolla x Hyuna: My Color» и запущено приложение «CorollaxHyuna», по которому можно выучить песню и хореографию.
В октябре состоялся камбэк Хёны в дуэте Trouble Maker. Мини-альбом Chemistry был выпущен 28 октября. Сингл «Now» смог достичь вершины десяти главных корейских чартов, заработав статус «all-kill».
11 марта 2014 года Хёна выступила на K-Pop Night Out at SXSW в Остине, штат Техас. Позже она отправилась в Лос-Анджелес для съёмок скетча «Веселье или смерть» с Ритой Орой. 2 апреля было выпущено их совместное видео «Better Walk». В том же месяце её выбрали в качестве модели для новой видеоигры «Мистический боец» от Netmarble. 27 апреля девушка появилась в эпизоде шоу Saturday Night Live Korea.
26 июня Cube Entertainment объявили о релизе третьего сольного альбома Хёны. В честь предстоящего камбэка было запущено телешоу Hyuna’s Free Month, в котором показывалась подготовка исполнительницы к выпуску нового материала. 15 июля были представлены фото-тизеры для альбома, получившего название A Talk, и его главного сингла «Red». Премьера видеоклипа на «Red» состоялась 28 июля. 29 декабря издание Rolling Stone внесло «Red» в топ-10 лучших видеоклипов 2014 года, расположив на 5 месте.
5 июня 2015 года Cube Entertainment объявили о камбэке Хёны с новым альбомом приблизительно в августе. 1 июля исполнительница стала моделью для бренда CLRIDEN. 9 августа были представлены тизеры для альбома A+. Главный сингл «Roll Deep» был записан с Ильхуном из BTOB. 20 августа состоялось выступление на M! Countdown с треком «Ice, Ice» при участии Хвасы из Mamamoo. 21 августа альбом был выпущен на различных музыкальных сервисах.

### 2016−2017: Распад 4Minute,A’wesomeи Triple H

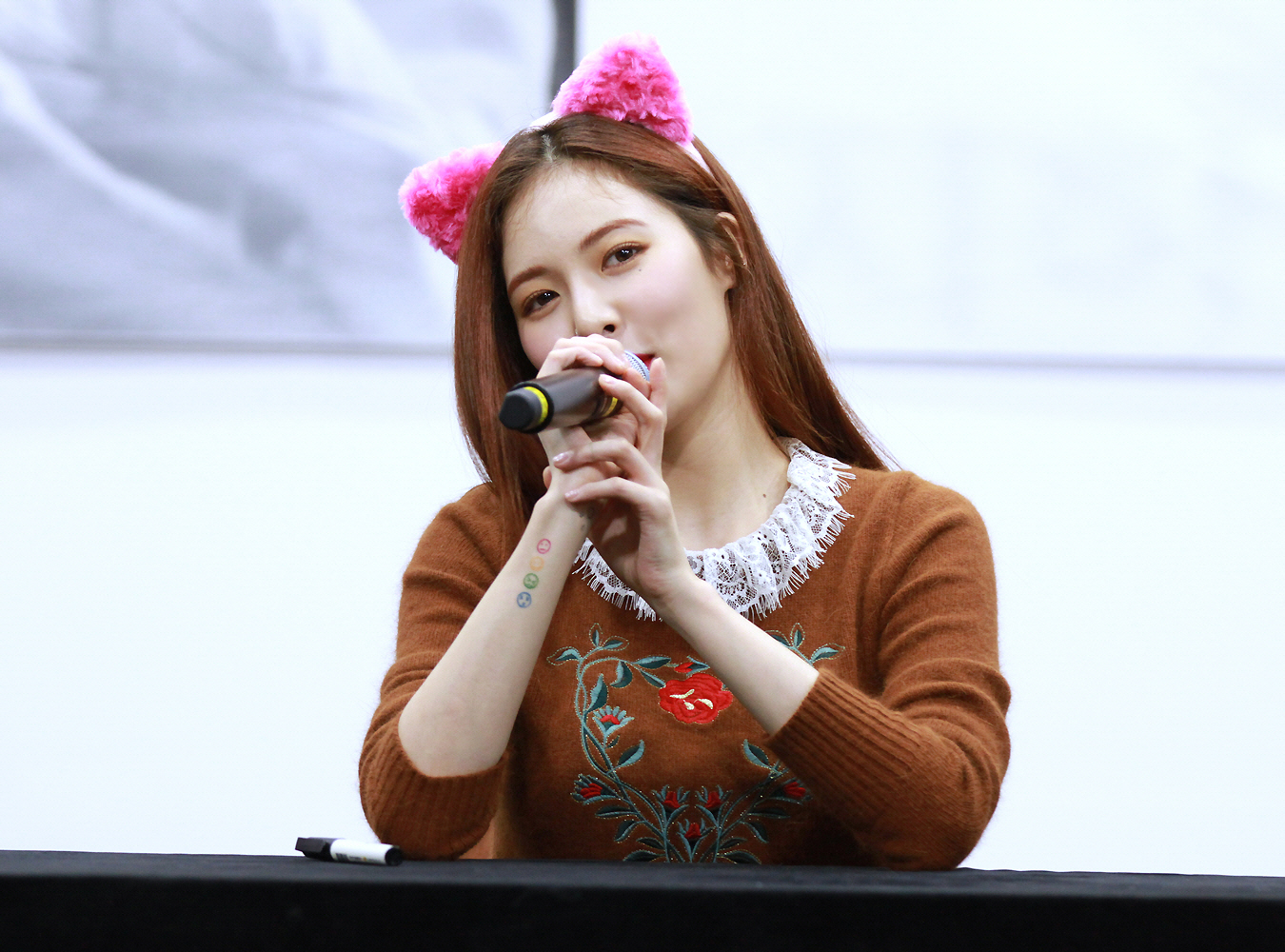
Хёна на фансайне, сентябрь 2017 года

13 июня 2016 года Cube Entertainment объявили о решении 4Minute расформироваться. Представители компании заявили: «Когда сроки действия контракта подошли к концу, участницы начали обсуждать их продление, но пока агентство пыталось подтолкнуть их продолжить в качестве группы, всё закончилось тем, что пять участниц решили, что не будут работать в одном коллективе. Из-за разных мнений, намерений и целей группа расформируется». Хёна стала единственной, кто продлила контракт.
После распада 4Minute Хёна продолжила свою сольную карьеру, выпустив пятый мини-альбом A’wesome 1 августа и запустив своё шоу «X19».
3 апреля 2017 года стало известно о формировании трио Triple H, куда помимо Хёны также вошли участники бойбенда Pentagon Хуи и Идон. 1 мая состоялся релиз их дебютного мини-альбома 199X. 29 августа был выпущен шестой мини-альбом Babe. 4 декабря был выпущен сингл «Lip & Hip».

### 2018—2022: Смена лейбла,I'm Not Coolи1+1=1

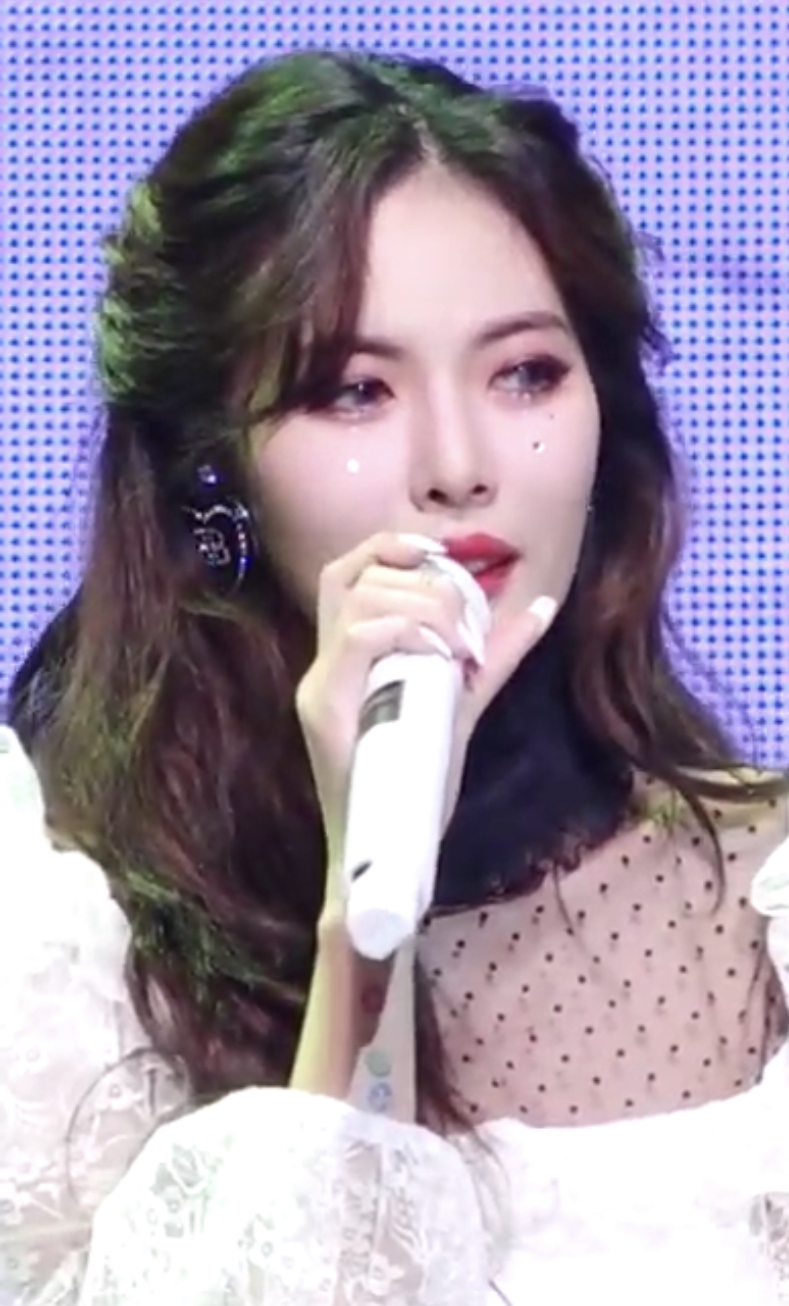
Хёна в ноябре 2019 года.

18 июля 2018 года состоялся камбэк Triple H с мини-альбомом Retro Futurism. 13 сентября руководство Cube Entertainment выпустило заявление о прекращении контракта с Хёной, однако уже через несколько часов появилась информация о переговорах внутри агентства с самой исполнительницей, и окончательное решение будет принято неделей позже. 5 октября ряд новостных порталов сообщил о том, что Хёна решила уйти из агентства, однако компания никакого официального заявления не сделала. 15 октября слухи об уходе были официально подтверждены. В тот же день было опубликовано рукописное письмо Хёны для генерального директора Cube, датированное 4 октября:
25 января 2019 года Хёна подписала контракт с лейблом Psy — P-Nation. 5 ноября Хёна выпустила сингл под названием «Flower Shower», её первый релиз под P-Nation.
В январе 2021 года P Nation объявили о первом возвращении Хёны после «Flower Shower», выпустив седьмой мини-альбом I'm Not Cool и заглавный трек с таким же названием, который был выпущен 28 января. 9 сентября совместно с Доном был выпущен мини-альбом 1+1=1. В альбомном чарте релиз дебютировал на 13 месте.
20 июля 2022 года, спустя полтора года с момента последнего сольного камбэка, Хёна выпустила восьмой мини-альбом Nabillera. Поклонники певицы раскритиковали продвижение от агентства из-за позднего анонса камбэка (за неделю до выхода альбома), короткого недельного промоушена и формата пластинки, т.к. Хёна ранее говорила, что собирается выпустить полноформатный альбом. 29 августа, спустя месяц спекуляций о возможном уходе Хёны из P-Nation, она покидает агентство.

### 2023 ― настоящее время: Контракт с At Area иAttitude
6 ноября 2023 года Хёна подписала эксклюзивный контракт с агентством Джей Пака ― At Area. В апреле 2024 года было подтверждено, что исполнительница вернётся на сцену спустя почти 2 года с девятым мини-альбомом Attitude, релиз которого состоялся 2 мая. В альбомном чарте пластинка дебютировала на 25 месте с продажами чуть больше 9 тысяч копий. 4 июня был анонсирован североамериканский тур в поддержку релиза. 18 июля все концерты были отменены без объяснения причин.

## Личная жизнь
На левом плече у Хёны есть тату с надписью «Моя мать — это моё сердце, которое заставляет меня жить». Позже стало известно о ещё одной татуировке, сделанной на внутренней стороне правой руки — «Tempus», что в переводе с латинского означает «время».

### Отношения
1 августа 2018 года в сети появились слухи об отношениях Хёны с Доном из Pentagon. Изначально Cube Entertainment всё опроверг, однако уже 3 августа сама исполнительница подтвердила эту информацию, на что агентство отреагировало крайне резко, начав обсуждения по поводу прекращения контрактов обоих исполнителей. Пара состояла в отношениях с мая 2016 года. 3 февраля 2022 года было объявлено о помолвке, но уже 30 ноября стало известно о расставании. В конце января 2023 года СМИ распространили информацию о воссоединении пары, однако представители Хёны и Дона опровергли данную информацию.
18 января 2024 года Хёна опубликовала в своём Instagram фотографию с Джунхёном, бывшим участником Beast (ныне Highlight, ранее находившимися в Cube Entertainment), подтвердив их романтические отношения, что вызвало широкий резонанс общественности. Ранее, в 2019 году, Чунхён покинул группу из-за просмотра видео в чате Чон Джунёна, который также был вовлечён в крупнейший секс-скандал в истории корейской индустрии. 8 июля стало известно, что пара поженится 11 октября на закрытой свадебной церемонии в кругу близких и друзей, что также вызвало негативную реакцию среди поклонников.

### Здоровье
28 ноября 2019 года Хена опубликовала письмо в Instagram’е, в котором рассказала о своем здоровье. Она рассказала, что в 2016 году у неё диагностировали депрессию и паническое расстройство. Кроме того, она рассказала, что у неё было затуманенное зрение, из-за чего она упала в обморок. Думая, что это симптомы её панического расстройства, она проигнорировала его. Однако после посещения врача она прошла тест на мозговые волны, который поставил диагноз вазовагального обморока.

## Фильмография
| Год  |   | Русское название | Оригинальное название | Роль |
| ---- | - | ---------------- | --------------------- | ---- |
| 2010 | ф | Полночь FM       | Midnight FM           | Саён |

## Дискография

### Мини-альбомы
- Bubble Pop! (2011)
- Melting (2012)
- A Talk (2014)
- A+ (2015)
- A’wesome (2016)
- Following (2017)
- I'm Not Cool (2021)
- Nabillera (2022)
- Attitude (2024)

## Концертные туры

### Концерты
- The Queen’s Back (2016−2017)
- Lip & Hip Music Party (2018)

### Фестивали
- SXSW Music Festival в Северной Америке (2013)
- Viral Fest Asia (2016)

## Награды и номинации

### Музыкальные премии
| Год                      | Премия                                  | Что номинировано                | Результат |
| ------------------------ | --------------------------------------- | ------------------------------- | --------- |
| Golden Disk Awards       |                                         |                                 |           |
| 2014                     | Цифровой Бонсан                         | «Red»                           | Победа    |
| Gaon Chart Awards        |                                         |                                 |           |
| 2010                     | Награда за Стриминг                     | «Change»                        | Победа    |
| Mnet Asian Music Awards  |                                         |                                 |           |
| 2010                     | Лучшее Сольное Танцевальное Выступление | «Change»                        | Номинация |
| 2011                     | Лучшее Сольное Танцевальное Выступление | «Bubble Pop!»                   | Победа    |
| 2012                     | Лучшее Сольное Танцевальное Выступление | «Ice Cream»                     | Номинация |
| 2012                     | Лучшая Коллаборация                     | Trouble Maker (с Хёнсыном)      | Победа    |
| 2012                     | Песня Года                              | «Ice Cream»                     | Номинация |
| 2014                     | Песня Года                              | «Red»                           | Номинация |
| 2014                     | Лучшее Сольное Танцевальное Выступление | «Red»                           | Номинация |
| 2014                     | Артист Года                             | Хёна                            | Номинация |
| 2014                     | Лучший Женский Артист                   | Хёна                            | Номинация |
| 2015                     | Артист Года                             | Хёна                            | Номинация |
| 2015                     | Лучший Женский Артист                   | Хёна                            | Номинация |
| 2015                     | Песня Года                              | «Roll Deep»                     | Номинация |
| 2015                     | Лучшее Сольное Танцевальное Выступление | «Roll Deep»                     | Победа    |
| 2016                     | Лучшее Сольное Танцевальное Выступление | «How’s This?»                   | Номинация |
| 2016                     | Песня Года                              | «How’s This?»                   | Номинация |
| 2016                     | Артист Года                             | Хёна                            | Номинация |
| Melon Music Awards       |                                         |                                 |           |
| 2012                     | Global Star Award                       | Хёна                            | Номинация |
| Mnet 20’s Choice Awards  |                                         |                                 |           |
| 2012                     | 20’s Performance                        | Хёна                            | Победа    |
| SBS MTV Best of the Best |                                         |                                 |           |
| 2012                     | Лучший Мировой Артист                   | Хёна                            | Номинация |
| 2012                     | Лучшая сольная артистка                 | Хёна                            | Номинация |
| 2012                     | Лучшее Камео                            | «Gangnam Style»                 | Номинация |
| 2012                     | Лучшая коллаборация                     | «Oppa Is Just My Style» (с Psy) | Номинация |
| Seoul Music Awards       |                                         |                                 |           |
| 2013                     | Награда Бонсан                          | «Ice Cream»                     | Номинация |
| 2013                     | Награда за популярность                 | «Ice Cream»                     | Номинация |
| 2015                     | Лучшее Танцевальное Выступление         | «Red»                           | Победа    |
| YinYueTai V-Chart Awards |                                         |                                 |           |
| 2013                     | Лучший Женский Корейский Артист         | Хёна                            | Победа    |
| World Music Awards       |                                         |                                 |           |
| 2014                     | Лучший Мировой Женский Артист           | Хёна                            | Номинация |
| 2014                     | Лучший Мировой Живой Исполнитель        | Хёна                            | Номинация |
| 2014                     | Лучший Мировой Эстрадный Артист         | Хёна                            | Номинация |
| SBS PopAsia Awards       |                                         |                                 |           |
| 2014                     | Лучший Сольный Артист                   | Хёна                            | Номинация |
| Melon Music Awards       |                                         |                                 |           |
| 2017                     | MBS Music Star                          | Хёна                            | Победа    |

### Музыкальные шоу

#### Show Champion
| Год  | Дата       | Песня |
| ---- | ---------- | ----- |
| 2014 | 6 августа  | «Red» |
| 2014 | 13 августа | «Red» |

#### M! Countdown
| Год  | Дата       | Песня         |
| ---- | ---------- | ------------- |
| 2016 | 11 августа | «How’s This?» |

#### Inkigayo
| Год  | Дата       | Песня         |
| ---- | ---------- | ------------- |
| 2016 | 14 августа | «How’s This?» |